# Jean-François Baré
Pour les articles homonymes, voir Baré.
Jean-François Baré, né le 17 juillet 1948 à Paris et mort le 6 novembre 2015 à Bordeaux, est un anthropologue français, spécialiste de Madagascar, des mondes créoles de l'Océan Indien, et du monde polynésien du Pacifique sud. Il leur a consacré différents ouvrages combinant l'approche anthropologique et historique, à partir de longs travaux de terrain, effectués dans les langues locales concernées (Sakalaves du Nord de Madagascar, tahitien)

## Biographie
Jean-François Baré soutient en 1975 un thèse de 3e cycle à  l'EHESS sur Permanence et évolution d'une monarchie du nord-ouest malgache, sous la direction de Georges Condominas. En 1983 il soutient, à Université Paris 1 Panthéon-Sorbonne, une thèse d'État Anthropo-histoire d'une région polynésienne sous la direction de José Garanger
Le travail de Jean-François Baré porte une attention centrale aux processus de transformation des sociétés, et aux spécificités de ces processus, notamment dans l'approche des confrontations et rencontres des sociétés européennes hors de leurs frontières. Pour lui, les sociétés européennes ne sont pas moins « indigènes » et « locales » que les autres.
Une approche résolument ethnographique s'inscrit dans un cadre plus large, mettant en relation organique l'anthropologie et l'histoire, qui pour lui ne devraient pas constituer  des champs disciplinaires véritablement distincts. Il s'est donc aussi inspiré de la réflexion méthodologique de grands historiens, Fernand Braudel et la « perspective de la longue durée », Paul Veyne et sa conception de l'histoire comme « roman vrai ». De la même manière, l'opposition entre description et analyse lui paraît douteuse, l'anthropologie relevant plutôt pour lui de la connaissance empirique que de la science expérimentale au sens de Claude Bernard.
Baré s'est intéressé à la question des applications de l'anthropologie, en dirigeant une réflexion collective sur ce thème dans les années 1990-1995 (Publications). Il a prolongé sa réflexion d'anthropologie fondamentale et d'ethnographie, dans le domaine de l'évaluation des projets et politiques de « développement ». Il avance que l'évaluation au sens administratif relève elle aussi du « roman vrai » de Paul Veyne (Publications). 
Jean-François Baré appartient au groupe d'experts du Groupe International de Travail pour les Peuples Autochtones (GITPA). 

## Publications (ouvrages et direction d'ouvrages)

### Ouvrages
- 1977  Pouvoir des vivants, langage des morts. Idéo-logiques sakalava, collection « Dossiers africains » sous la direction de M. Augé et J. Copans, F. Maspero, Paris.
- 1980  Sable rouge. Une monarchie du Nord Ouest Malgache dans l'histoire, Paris, L'Harmattan (avec le concours du CNRS)  (ISBN 2858021511)
- 1985  Le Malentendu Pacifique. Des premières rencontres entre Polynésiens et Anglais et de ce qu'il advint avec les Français jusqu'à nos jours, Paris, Hachette, collection « Histoire des gens », 278 p.  (ISBN 2010103777)
- 1987  Tahiti, les temps et les pouvoirs. Pour une anthropologie historique du Tahiti post-européen, 542 p., ORSTOM, Paris  (ISBN 2709908476)
- 2002   Le Malentendu Pacifique. Des premières rencontres entre Polynésiens et Anglais et de ce qu'il advint avec les Français jusqu'à nos jours, Éditions des archives contemporaines, Paris (collection « Ordres sociaux » sous la direction de Marc Augé et Jacques Revel, deuxième édition précédée d'un avant-propos)  (ISBN 2914610173)

### Direction d'ouvrages
- 1985 Économies des vivres, vies de l'économie. Transformations contemporaines des systèmes vivriers, Études rurales, no 99-100, Paris.
- La Terre et le Pacifique, Études rurales, no 127-128, Paris
- 1995 (s. dir) Les applications de l'anthropologie. Un essai de réflexion collective depuis la France, Paris, Karthala  (ISBN 2865375463)
- 1997 (éd.) Regards interdisciplinaires sur les politiques de développement, L'Harmattan, Paris.
- 2002 (dir) L'évaluation des politiques de développement. Approches pluri-disciplinaires, L'Harmattan, Paris, collection « Logiques politiques »  (ISBN 2747517810)
- 2006 (dir.) Paroles d’experts. Études sur la pensée institutionnelle du développement, Karthala, Paris  (ISBN 2845867387)

### Articles
Jean-François Baré a publié des articles dans les revues Études rurales, Homme, Outre-Mers. Revue d'histoire, Société française d'histoire des outre-mers.